# Złoty Potok (dopływ Bielawki)
Złoty Potok (niem. Gold Flössel, 785–980 m n.p.m.) - potok w Górach Bialskich w Sudetach.
Potok długości 1,3 km, dopływ Bielawki. Swoje źródła ma pomiędzy wzniesieniami Czernica i Zawodzisko na wysokości 980 m n.p.m., przepływa w lasach regla dolnego do ujścia w potoku Bielawka (785 m n.p.m.).

## Szlaki turystyczne
Powyżej źródeł  biegną szlaki turystyczne:
- niebieski E3 ze wsi Stary Gierałtów
- czerwony ze wsi Nowy Gierałtów[1].